# Tyree Harris Bell
Pour les articles homonymes, voir Bell.
Tyree H. Bell, souvent nommé par son nom complet Tyree Harris Bell, (né le 5 septembre 1815 à Covington, État du Kentucky, et décédé le 30 août 1902 à La Nouvelle-Orléans, État de Louisiane), est brigadier général au cours de la guerre de Sécession.
En tant que lieutenant-colonel, Bell commande le 12th Tennessee Infantry (en) et est sévèrement blessé lors de la bataille de Shiloh. Il mène son régiment lors de l'invasion du Kentucky et lors de la bataille de Richmond.
Plus tard, Bell commande un régiment de cavalerie et ensuite une brigade sous les ordres du major général Nathan Bedford Forrest. En tant que l'un des fidèles lieutenants de Forrest, il combat lors de plusieurs raids et batailles au cours des deux dernières années de la guerre. La force de Bell assure avec succès la couverture de l'armée du Tennessee lors de la retraite suivant la bataille de Nashville, mais Bell est de nouveau blessé sérieusement et perd son œil droit.
Après avoir reçu des louanges de ses officiers supérieurs, Bell est promu brigadier général le 28 février 1865. À la fin de la guerre, il participe à la bataille de Selma et se rend finalement avec le commandement de Forrest (en). Dix ans après la guerre de Sécession, Bell quitte le Tennessee pour le comté de Fresno en Californie et réussit dans l'agriculture.

## Avant la guerre
Tyree H. Bell naît le 5 septembre 1815 à Covington au Kentucky. Il grandit dans la petite plantation de son père à Gallation au Tennessee. Il est scolarisé dans les écoles rurales. Bell devient planteur de son domaine personnel dans le comté de Sumner au Tennessee(p25). Bell épouse Mary Ann Walton le 2 décembre 1841(p32). Tyree et Mary Ann Bell ont neuf enfants(p32).

## Guerre de Sécession
Lorsque la guerre de Sécession éclate, Bell lève une compagnie d'infanterie, les Newbern Blues (bleus de Newbern) qui deviendra la compagnie G (puis A) du 12th Tennessee Infantry (en) de l'armée des États confédérés. Il en est élu capitaine le 4 juin 1861(p25),(p48). Le régiment part pur Columbus au Kentucky en septembre 1861 et passe l'été à Jackson et Union City au Tennessee(p32).
Bell devient rapidement lieutenant-colonel du 12th Tennessee Infantry et le commande lors de la bataille de Belmont parce que le colonel Robert M. Russell commande une brigade(p32),(p330). Avec Russell encore au commandement d'une brigade, Bell mène le régiment à la bataille de Shiloh où il est blessé à la jambe en chutant de son cheval, un des deux abattus sous lui au cours des combats, et subit aussi une blessure sérieuse par balle(p32),(p330),(p57),(p127).
Après seulement six semaines de convalescence après sa blessure à Shiloh, Bell revient et est promu colonel du 12th Tennessee Infantry en mai 1862. Il reste colonel du régiment consolidé des 12th Tennessee Infantry et 22th Tennessee Infantry lorsque les deux régiments fusionnent le 17 juin 1862(p48). Bell mène le régiment lors de l'invasion confédéré du Kentucky et à la bataille de Richmond(p25),(p48) et lors des opérations aux environs de Corinth au Mississippi(p48).
Après ces opérations, le régiment consolidé de Bell fusionne une fois de plus avec le 47th Tennessee Infantry (en) le 30 octobre 1862. Bell est alors surnuméraire(p48). Après un service de garnison à Shelbyville au Tennessee, Bell est affecté à un service de recrutement pour la cavalerie du major général Nathan Bedford Forrest. Au printemps 1863, le colonel Bell obtient un commandement de cavalerie sous les ordres de Forrest(p25),(p48). Le régiment de Bell menace le flanc et les arrières de l'Union à la bataille de la Stones River(p57).
En janvier 1864, Forrest donne à Bell le commandement de la troisième brigade , qui opère indépendamment des divisions(p48). Peu après, en février 1864, Bell, encore colonel, devient commandant d'une brigade dans la division du brigadier général Abraham Buford(p25),(p48). Bell mène sa brigade pendant le reste de la guerre, obtenant de constantes louanges(p25),(p48).
En 1864, Bell et sa brigade du corps de cavalerie de Forrest (en) servent lors des batailles de fort Pillow, de Brice's Crossroads, et contre la force de l'Union du brigadier général Andrew Jackson Smith au Mississippi en août 1864 après la bataille de Tupelo(p48). Bell est blessé à la poitrine, au dos et au visage à Pulaski au Tennessee le 27 septembre 1864(p127). Il continue de servir sous les ordres Forrest et mène se brigade lors de la bataille de Johnsonville livrée les 4 et 5 novembre 1864 en soutien de la campagne de Franklin-Nashville du général John Bell Hood. À Johnsonville, les hommes de Forrest détruisent des biens estimés à 6,7 millions de dollar(16 300 millions de dollar actuels). Ils capturent 26 pièces d'artillerie et autres fournitures(p296-297). Bell est une nouvellement fois sérieusement blessé à Richland Creek en décembre alors qu'il couvre la retraite de l'armée de Tennessee de Hood après la déroute confédérée à la bataille de Nashville.
Lorsqu'il reprend le service, Tyree H. Bell est nommé brigadier général dans l'armée des États confédérés le 28 février 1865(p25),(p48). À la fin de la guerre, Bell participe à la défense de la Géorgie et de l'Alabama contre le raid de 1865 du brigadier général James H. Wilson(p48) et à la bataille de Selma en Alabama(p53-54). Après s'être rendu avec le reste des troupes de Forrest le 9 mai 1865, Bell est libéré sur parole à Gainesville en Alabama le 10 mai 1865(p127).

## Après la guerre
Dix ans après la fin de la guerre, Bell quitte le Tennessee pour le comté de Fresno en Californie où il s'implante en tant que fermier et participe aux affaires civiles(p25),(p48).
Tyree H. Bell meurt à La Nouvelle-Orléans en Louisiane le 30 août 1902 pendant qu'il  revient d'une visite dans son ancienne maison à Gallatin au Tennessee et d'une réunion d'anciens combattants confédérés,(p127). Il est enterré dans le cimetière de Bethel, près de Sanger en Californie(p25).

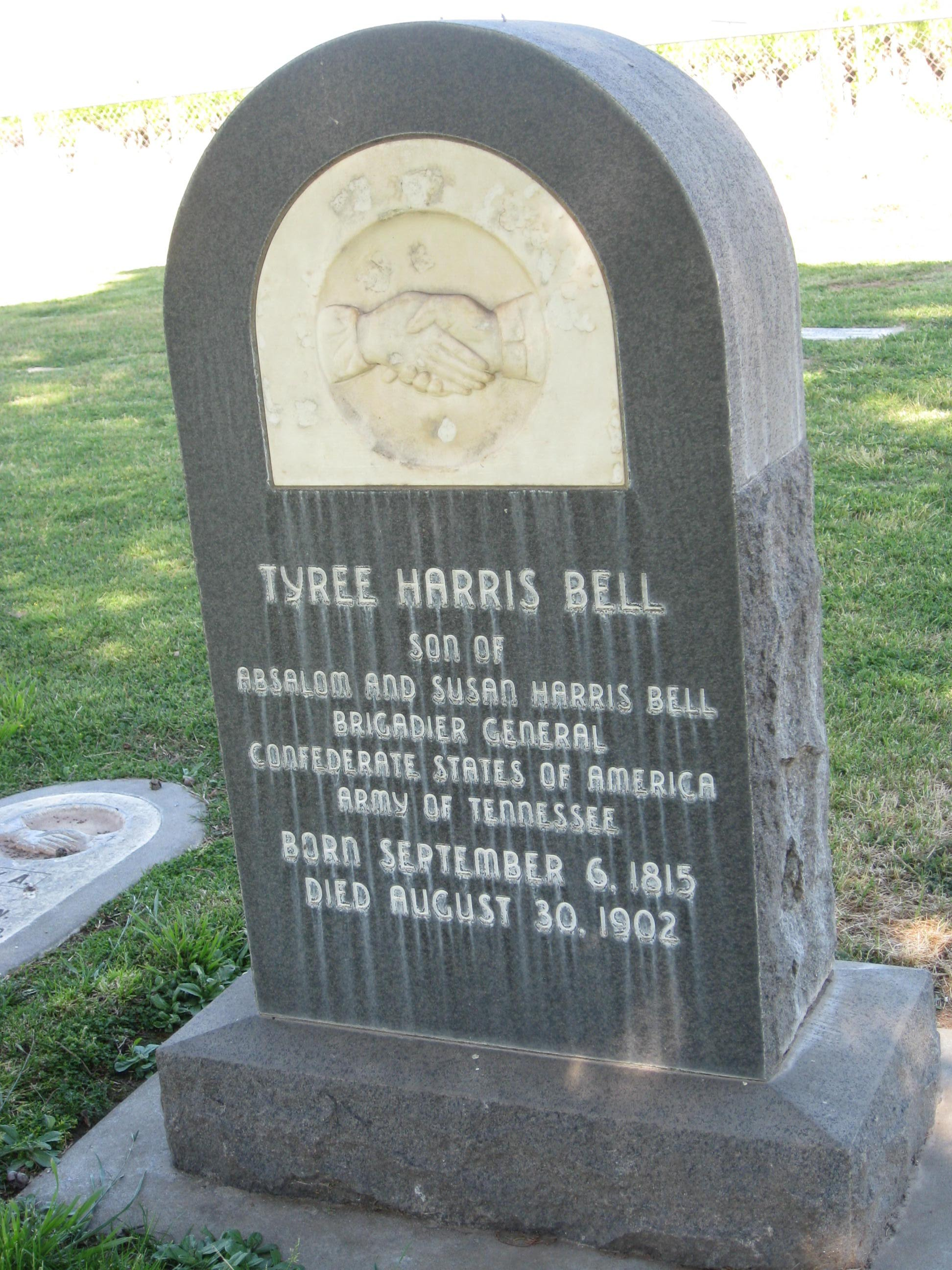
pierre tombale de Tyree Harris Bell

## Lectures complémentaires
- (en) Nathaniel Cheairs Hughes Jr., Connie Walton Moretti et James Michael Browne, Brigadier General Tyree H. Bell, C.S.A. : Forrest's fighting lieutenant, Knoxville, TN, University of Tennessee Press, 2004, 346 p. (ISBN 978-1-57233-309-3)